# Толмачёв, Владимир Викторович
Влади́мир Ви́кторович Толмачёв (род. 5 октября 1937) — почётный Строитель России, кандидат технических наук, основоположник инженерного карстоведения в России.

## Биография
Проходил обучение в Московском институте путей и сообщения (МИИТ) по инженерно-строительному направлению. После окончания с 1960 по 1965 г.г. работает на Горьковской железной дороге (ГЖД). Под руководством профессора Г. М. Шахунянца в 1968 году защищает диссертацию кандидата технических наук. Основой диссертации послужил опыт проектирования и строительства железных дорог на закарстованных территориях Нижегородской области. Большую часть своей жизни посвятил решению проблем инженерного карстоведения (строительство и эксплуатация сооружений в карстовых районах). Считается одним из основоположников этого научного направления.
С 1969 года работает в Дзержинской карстовой лаборатории под руководством А. Н. Ильина, изучает стохастические закономерности образования карстовых провалов. Параллельно с работой (1971-77) читает лекции в Нижегородском инженерно-строительном институте (ныне ННГАСУ). В 1988 году возглавляет Дзержинскую карстовую лабораторию, которая в 1991 г. стала самостоятельным государственным предприятием «Противокарстовая и береговая защита», а с 2002 года занимает почётную должность главного научного сотрудника в ОАО «Противокарстовая и береговая защита». С 2009 года становится директором по науке. С коллективами учёных — строителей, геологов и экологов развивает на практике теоретические методы оценки риска опасных геологических процессов.
Является автором более 250 научных работ, из них — книги «Инженерное карстоведение» (1990) и «Инженерно-строительное освоение закарстованных территорий» (1986). На протяжении всей своей жизни принимает участие в разработках практически всех нормативно-методических документов по изысканиям и проектированию в карстовых районах (12 работ), в том числе проекта Национального стандарта по инженерно-строительному освоению закарстованных территорий.
Входит в состав почетных участников Международного (ISSMGE) и Российского геотехнических обществ (РОМГГиФ), Международной Ассоциации инженер-геологов (МАИГ) и Российского научного общества анализа риска. Принимал участие во множестве отечественных и зарубежных международных конференциях (США, Китай, Германия, Франция, Сербия, Словения) по инженерной геологии, геоморфологии, проектированию и строительству, прогнозированию опасных геологических процессов и т. д.
C 2009 по 2013 г.г. — президент СРО «Инженерно-геологические изыскания в строительстве». Член совета НОИЗ (Национального объединения изыскателей).
Состоял на должности профессора кафедры ЮНЕСКО (ННГАСУ). Выступал экспертом с критикой по вопросам реализаций таких объектов как поднятие Чебоксарского водохранилища, ликвидации объектов накопленного экологического ущерба в г.Дзержинске.
До конца жизни писал и публиковал научные статьи и труды.

## Награды
- В 1967 году получает золотую медаль ВДНХ за публикацию идеи о стохастических закономерностях образования карстовых провалов;
- Почётный строитель России;
- В 2007 году РОМГГиФ наградило его за достигнутые успехи в решении проблем строительства в карстовых районах медалью профессора Н. М. Герсеванова — основателя отечественной геотехники.